# Gantt (Alabama)
Gantt é uma cidade  localizada no estado americano do Alabama, no Condado de Covington.

## Demografia
Segundo o censo americano de 2000, a sua população era de 241 habitantes.
Em 2006, foi estimada uma população de 241, um aumento de 0 (0.0%).

## Geografia
De acordo com o United States Census Bureau, a localidade tem uma área de 1,8 km², dos quais 1,7 km² cobertos por terra e 0,1 km² cobertos por água. Gantt localiza-se a aproximadamente 71 m acima do nível do mar.

## Localidades na vizinhança
O diagrama seguinte representa as localidades num raio de 16 km ao redor de Gantt.